# Verordnung über brennbare Flüssigkeiten
Die Verordnung über brennbare Flüssigkeiten (VbF) war eine Rechtsverordnung der deutschen Bundesregierung, die im Jahr 1960 aufgrund der Gewerbeordnung für besonders überwachungsbedürftige Anlagen erlassen worden war. Sie regelte die Errichtung und den Betrieb von gewerblichen Anlagen zur Lagerung, Abfüllung und Beförderung von brennbaren Flüssigkeiten. Der Begriff der brennbaren Flüssigkeiten und ihre Einteilung in Gefahrgruppen abhängig von ihrem Flammpunkt ergaben sich aus § 3 Abs. 1 VbF. Die Anlagen mussten gem. § 6 VbF nach den allgemein anerkannten Regeln der Technik errichtet und betrieben werden. 
In der VbF waren ursprünglich zwei Gefahrgruppen (A und B) von brennbaren Flüssigkeiten festgelegt:
- Gruppe A umfasste Flüssigkeiten, die einen Flammpunkt nicht über 100 °C haben und hinsichtlich der Wasserlöslichkeit nicht die Eigenschaften der Gruppe B aufweisen, und zwar
  - Gefahrklasse 1: Flüssigkeiten mit einem Flammpunkt unter 21 °C (z. B. Benzin)
  - Gefahrklasse 2: Flüssigkeiten mit einem Flammpunkt zwischen 21 °C und 55 °C (z. B. Petroleum)
  - Gefahrklasse 3: Flüssigkeiten mit einem Flammpunkt zwischen 55 °C und 100 °C (z. B. Dieselkraftstoff).
- Gruppe B umfasste Flüssigkeiten mit einem Flammpunkt unter 21 °C, die sich bei 15 °C in jedem beliebigen Verhältnis in Wasser lösen oder deren brennbare flüssige Bestandteile sich bei 15 °C in jedem beliebigen Verhältnis in Wasser lösen.

Die Bestimmungen der VbF wurden zum 1. Januar 2003 überwiegend aufgehoben und durch die die Betriebssicherheitsverordnung (BetrSichV) ergänzenden Technischen Regeln für die Betriebssicherheit (TRBS) und die TRGS 510 ersetzt.
Die neue Einteilung von brennbaren Flüssigkeiten ist wie folgt:
Einstufung nach Gefahrstoffrecht (Richtlinie 67/548/EWG) für flüssige Stoffe, die der BetrSichV zu Grunde gelegt wird
- F+ hochentzündliche Flüssigkeiten mit einem Flammpunkt unter 0 °C
- F leichtentzündliche Flüssigkeiten mit einem Flammpunkt von 0 °C bis 21 °C
- R10 (neu: H226) entzündliche Flüssigkeiten mit einem Flammpunkt von 21 °C bis 55 °C

Weiterhin gültig sind der § 7 Abs. 1 Satz 1 in Verbindung mit den §§ 5 und 6, der § 9 Abs. 5 Satz 1 Nr. 3 in Verbindung mit Abs. 3 sowie der § 24 Satz 1. Diese Regelungen dienen der Verteidigung oder der Erfüllung zwischenstaatlicher Verpflichtungen über Rohrfernleitungsanlagen im Sinne des § 2 Abs. 1 Nr. 1 und Abs. 2 der Rohrfernleitungsverordnung (RohrFLtgV) vom 27. September 2002 (BGBl. I S. 3777, 3809). Bis zum Inkrafttreten einer ablösenden gesetzlichen Regelung über die Zulassung und die Beaufsichtigung solcher Anlagen gelten die besagten Bestimmungen der VbF entsprechend fort.

## Österreich
In Österreich regelt die Verordnung über brennbare Flüssigkeiten 2023 – VbF 2023 die Lagerung von brennbaren Flüssigkeiten durch Lagerverbote, Bestimmungen zur Lagerung von geringen Mengen brennbarer Flüssigkeiten, Lagerräume, Sicherheitsschränke und Zusammenlagerung im Interesse des Arbeitsschutzes.
Als gewerberechtliche Vorschrift gilt sie für die Lagerung brennbarer Flüssigkeiten in genehmigungsfreien, genehmigungspflichtigen und in bereits genehmigten gewerblichen Betriebsanlagen.